# Frances Black
Pour les articles homonymes, voir Black.
Frances Black, née le 25 juin 1960 à Portobello (quartier de Dublin, Irlande), est une chanteuse irlandaise. Une voix très pure et une énergique présence en scène ont fait de Frances Black l’une des chanteuses irlandaises les plus populaires.
Sa renommée débute dans les années 80, alors qu’elle est membre du groupe familial The Black Family (en), aux côtés de sa sœur Mary Black, produisant un mélange de musique traditionnelle et contemporaine.

## Biographie
Frances Black vient au monde en 1960 à Dublin dans une famille de musiciens. Son père, Kevin, est un bon fiddler et mandoliniste, né sur l’île de Rathlin (comté d’Antrim). Sa mère, Patty (de Dublin), chante dans des clubs de danse. Frances Black est la cadette de cinq enfants. Elle a trois frères, Shay, Michael et Martin, et une sœur, Mary, qui est également une chanteuse de renom.

## La carrière musicale

### Les débuts
Frances Black commence à chanter en groupe avec ses frères et sœur à l’âge de 17 ans, dans le groupe familial connu sous le nom The Black Family. Elle joint ensuite, en 1988, Arcady qui compte dans ses rangs Johnny McDonagh (De Dannan), Brendan Larrissey, Patsy Broderick, Seán Keane, Cathal Hayden, Sharon Shannon, et Paul Doyle. Le groupe effectue des tournées en Europe, en Irak et aux États-Unis, et enregistre un premier album, After the Ball, qui regroupe des mélodies traditionnelles et morceaux vocaux. La chanteuse quitte Arcady en août 1992, après la tournée américaine.
Elle collabore alors avec Kieran Goss (en), originaire de Newry, et le duo enregistre Frances Black et Kieran Goss en 1992. On retrouve l’un des titres de l’album, Wall of Tears dans la compilation A Woman’s Heart qui regroupe six chanteuses irlandaises, Eleanor McEvoy, Mary Black, Dolores Keane, Sharon Shannon, Frances Black et Maura O'Connell (en). Cet album connaîtra un retentissement important (meilleures ventes jamais réalisées pour un album irlandais).

### La carrière de soliste
La chanteuse reçoit des critiques dithyrambiques lors de sa tournée en Australie et Nouvelle-Zélande en mars 1993, parmi vingt autres artistes irlandais. Elle obtient de ce fait un contrat important du label discographique irlandais Dara Records. Elle publie alors, en 1994, son premier album solo, Talk to Me, qui obtient un succès immédiat, dont plus de 100 000 exemplaires seront vendus, et qui demeurera huit semaines en tête des hit parades irlandais. L’album contient quatre chants de Nanci Griffith, un de Vince Gill, et Intuition de John Lennon. Mais c’est son interprétation de All the Lies That You Told Me, de Christie Hennessy (en), qui retint l’attention. Talk to Me est alors publié au Royaume-Uni et aux États-Unis, où elle effectue une tournée en 1994.
En mars 1995, l’artiste publie son second album solo, The Sky Road, en Irlande, au Royaume-Uni et aux États-Unis. Elle reçoit le prix du meilleur album féminin par l’Irish Recorded Music Association. Elle commence alors une seconde tournée aux États-Unis.
Parmi ses succès les plus remarquables, il faut noter en 1996, Stranger on the Shore d’Acker Bilk, et en 1997, Love Me, Please, d’Yvonne Elliman. 1997 voit également la publication de l’album The Smile On Your Face, qui contient des titres écrits par des musiciens irlandais, britanniques ou américains. En 1998, elle publie Don’t Get Me Wrong, son quatrième album solo, qui conforte sa réputation internationale.
2001 voit la parution d'une compilation, The Best of Frances Black, qui inclut seize mélodies enregistrées avec Arcady et The Black Family, ainsi que des morceaux en solo. Elle publie ensuite, en 2003, How High the Moon et en 2006, This Love Will Carry, qui ont reçu un accueil très favorable en Irlande et aux États-Unis. Sa compilation de 2008, The Essential Frances Black, est célébrée par un disque de platine, et comprend quarante de ses chansons les plus célèbres.

## Vie privée
Frances Black a été mariée deux fois, et a deux enfants.
L’artiste a souffert d’alcoolisme. Elle retourne à l’université en 2004 et en sort diplômée en 2006 en tant que conseiller en dépendance (addiction counsellor) et travaille quelque temps au Ruthland Addiction Treatment Centre de Dublin. Elle crée une œuvre de charité, The Rise Foundation, en 2008, qui aide les familles confrontées à la dépendance aux drogues et à l’alcool, basée à Dublin et Belfast. Elle dirige des programmes de huit semaines d’aides aux familles, et tente actuellement d’établir un centre de soin sur l’île de Rathlin.

## Discographie
- Frances Black and Kieran Goss (1992) ;
- Talk To Me (1994) ;
- The Sky Road (1995) ;
- The Smile On Your Face (1996) ;
- Don't Get Me Wrong (1998) ;
- The Best of Frances Black (2000) ;
- How High The Moon (2003) ;
- This Love Will Carry (2006) ;
- The Essential Frances Black (2008) ;
- Stronger (2013) MRI Records UGS : 766397460123 - 10 titres.